# Porzana cinerea
Porzana cinerea е вид птица от семейство Rallidae.

## Разпространение
Видът е разпространен в Австралия, Бруней, Вануату, Индонезия, Източен Тимор, Камбоджа, Малайзия, Микронезия, Нова Каледония, Палау, Папуа Нова Гвинея, Самоа, Сингапур, Соломоновите острови, Тайланд, Фиджи и Филипините.